# کازوهیکو تویاما
کازوهیکو تویاما (انگلیسی: Kazuhiko Toyama؛ زادهٔ ۱ ژانویهٔ ۱۹۵۶) آهنگساز اهل ژاپن است.